# Justitsråd
 Denne artikel omhandler overvejende eller alene danske forhold. Hjælp gerne med at gøre artiklen mere almen.
Justitsråd var en dansk titel, som fra 1661 blev tildelt medlemmer af Højesteret. Den gav rang i 3. eller 4. rangklasse. Der blev dog hurtigt slækket på tilknytningen til Højesteret, så titlen blev givet som en almindelig hædersbevisning i rangsystemet (eksempelvis arkitekten C.F. Harsdorff, som fik titlen i 1778). Titlen forsvandt i begyndelsen af 1900-tallet.
| Jura | Spire Denne juraartikel er en spire som bør udbygges. Du er velkommen til at hjælpe Wikipedia ved at udvide den. |